# Gilka Machado

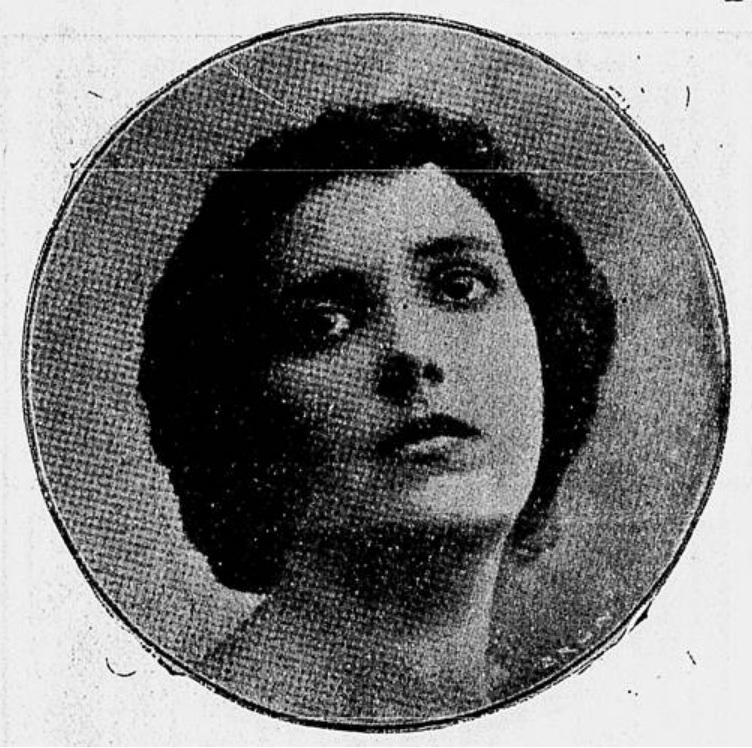
Retrato de la escritora Gilka Machado (1917)

Gilka da Costa de Melo Machado conocida como Gilka Machado (Río de Janeiro, 12 de marzo de 1893 - Río de Janeiro, 11 de diciembre de 1980) fue una poeta brasileña.
En 1910 se casa con el poeta brasileño Rodolfo de Melo Machado, quedando viuda con dos hijos en 1923. Su obra se enmarca en el estilo simbolista, la cual causó a principios del siglo XX escándalo por su marcado erotismo. 

## Publicaciones
- Cristais Partidos (1915)[2]
- A Revelação dos Perfumes (1916)[2]
- Estados de Alma (1917)[2]
- Poesias, 1915/1917 (1918)[2]
- Mulher Nua (1922)[2]
- O Grande Amor (1928)[2]
- Meu Glorioso Pecado (1928)[2]
- Carne e Alma (1931)[2]
- Sonetos y Poemas de Gilka Machado (1932 - en Bolivia)[2]
- Sublimação (1938)[2]
- Meu Rosto (1947)[2]
- Velha Poesia (1968)[2]
- Poesias Completas (1978)[2]

## Premios y homenajes
- "La mayor poetisa de Brasil" (1933- Revista O Malho - Rio de Janeiro).[2]
- "Premio Machado de Assis" (1979 - Academia Brasileira de Letras).[2]
- En 1979, la Asamblea Legislativa del Estado de Río de Janeiro, realizó un homenaje a la mujer brasileña en la persona de Gilka Machado.
- En 1993, los Correos de Brasil emitieron un sello con su imagen.